# Serapias lingua
Serapias lingua és una planta herbàcia perenne de la família Orchidaceae, que viu en sòls silicis, en prades humides, matollars alt, oliverars, i boscos clars que deixin passar prou de llum. Arriba a desenvolupar-se en altures de fins a 1.000 msnm. És una espècie protegida a les Illes Balears. El seu nom genèric Serapias és d'origen grec, que es va aplicar antigament a una orquídia no identificada amb certesa, potser Orchis morio. Prové del déu egipci Serapis: als temples els devots es dedicaven als plaers de la carn. El nom que Linné va assignar a aquest gènere potser és perquè a algunes orquídies se li atribueixen efectes afrodisíacs. El seu nom específic lingua és un epítet llatí que significa «amb forma de llengua».

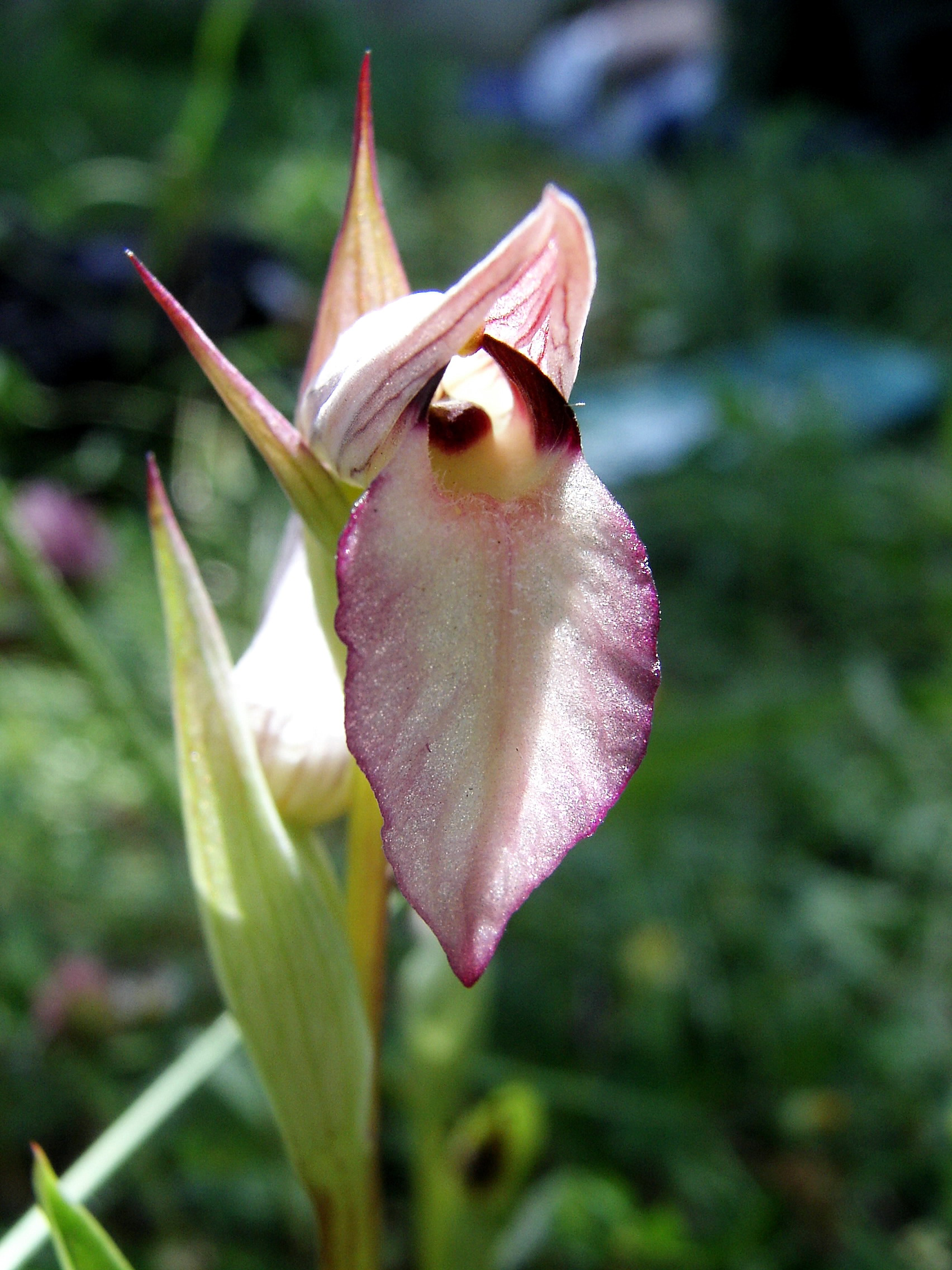
Detall de la flor

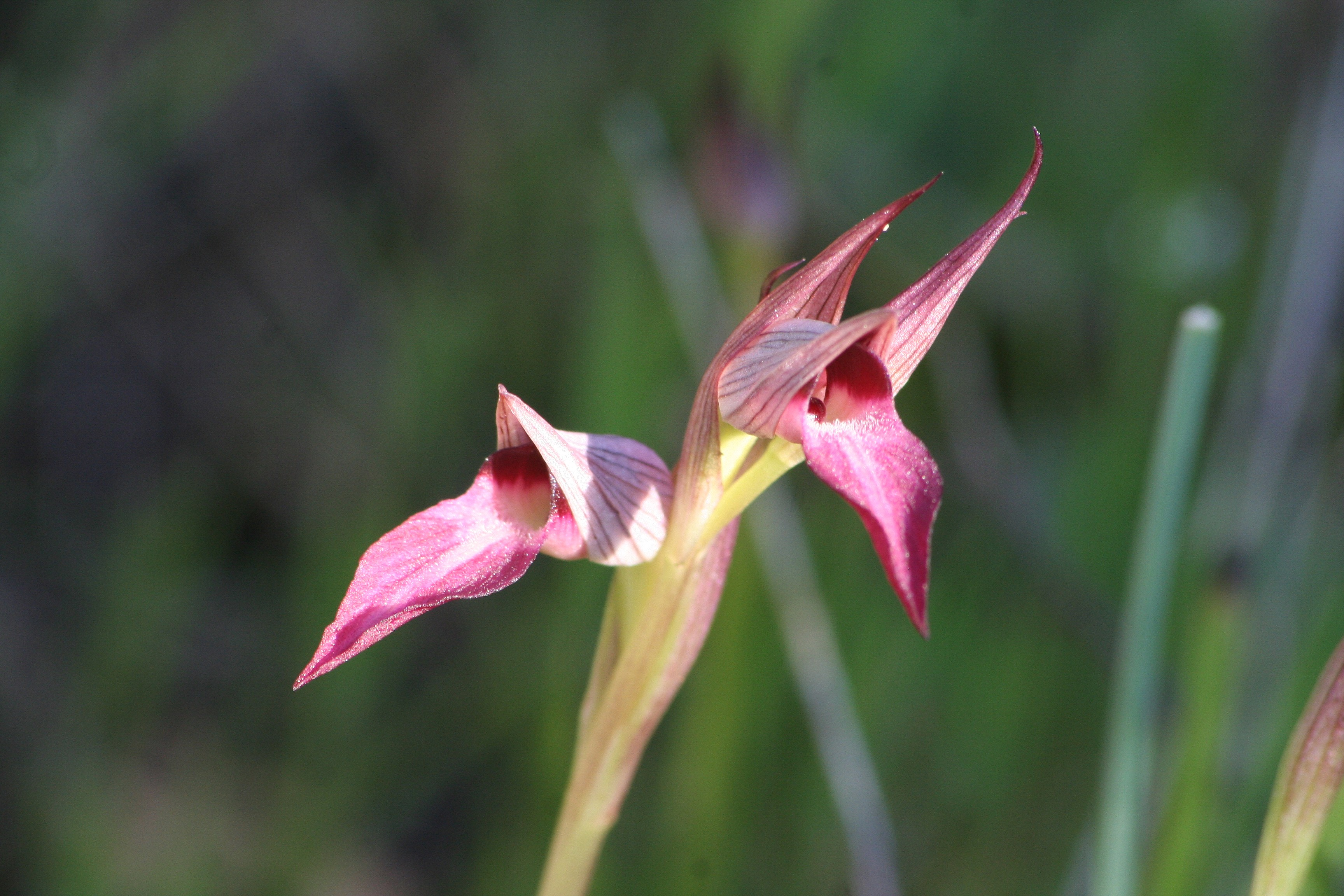
Flor

El gènere Serapias es caracteritza per tenir les flors erectes de color porpra, o violàcies, i el label central amb forma de llengua. Serapias lingua té el label central bastant ample i llarg, més curt i menys reflex que en Serapias parviflora, i no té la base en forma de cor com en Serapias cordigera. Floreix d'abril a juny.